# Valdelugueros
Valdelugueros – gmina w Hiszpanii, w prowincji León, w Kastylii i León, o powierzchni 143,47 km². W 2011 roku gmina liczyła 526 mieszkańców.